# 初めてのひとり旅
『初めてのひとり旅』（はじめてのひとりたび）は、イラストレーター・松鳥むうによる2019年発行の日本の漫画。

## 解説
離島・田舎を旅した旅のプロとしての経験を生かしたハウトゥ（伝授）漫画で、『ちょこ旅』（アスペクト、改訂版はスタンダーズ）などで一人離島・田舎旅をしてきた松鳥が、一人旅若葉マークで「私みたいにまだ心配な人はいるのでは」と思う編集担当・金潤雅の勧めで、エッセイスト・薮田朋子と三人で組んで本を出すことになった。

## 登場人物

### 主要人物
著作担当の金、松鳥、薮田3人。
松鳥むう（まつとり むう）
一人旅のベテランということで、金に頼まれて執筆参加したイラスト・漫画および監修担当。滋賀県出身。
社会人1年目に「北海道富良野に行き、ドラマのロケ地を訪問しよう」と思い立ったが、タイミングよく同時期に同伴してくれる友人がいなかったので、初めての一人旅をすることになったのがきっかけで、金や薮田にコツを伝授する。
金潤雅（キム ユナ）
松鳥、薮田に一人旅のコツを授ける本を一緒に作ろうと誘った、編集担当。東京の下町育ち。初めての一人旅は松鳥曰く「仕事で一人、ホテルに宿泊した」という。松鳥の勧めで愛知県・篠島へプライベートでの初一人旅をした。松鳥の指南で旅したら、ほぼ楽しめたので、松鳥に「これからも一人旅すればいい」と言われた。
薮田朋子（やぶた ともこ）
松鳥と共に、「私と同じく一人旅が不安な人がいるから、助けてあげたい」と一緒に本をつくってほしいと依頼された活字担当。岡山県の町出身（父親の実家は県内の離島）だが、この本を手掛けるまで一人旅の経験なし。金の勧めで、松鳥と三人で瀬戸内の弓削島へ半分一人旅（宿だけ一緒で、それ以外は別行動）をすることになった。

### 富良野編
松鳥が初一人旅で訪問した富良野で関連する人々。
松鳥・友人（まつとり ゆうじん）
スケジュールの都合で松鳥と一緒に富良野へ行けなかったが、「安く渡航したい」という松鳥に「スカイメイト制度を遣えばお得だよ」と勧めた。
ライダーハウスのおばさん
松鳥が宿泊費も浮かせようと、予約宿泊した宿がライダーハウス（バイク乗り向けのゲストハウスみたいなもの）の一種であった。松鳥は公共交通で向かったが、宿泊できた（この宿は個室だけだった）。
干し草ロールのカップル
松鳥が五郎さんの家近くで見つけたスポットで出会ったカップルで、お互い写真撮影をしあった。
リョージ
松鳥がライダーハウスで出会ったバイク乗りの宿泊客。
マッサン
リョージとは冬に沖縄のキャンプ地で数日間一緒だった、眼鏡の男。ライダーハウスでリョージと再会。彼もライダー客。
文ちゃん
松鳥に「一緒に酒宴しよう」と誘って、友人となった。この宿には3か月も滞在。自転車客。夏は北海道、冬は沖縄で農業アルバイトをしている（野菜などが手当てとしてもらえるので、松鳥もおこぼれをもらえた）。彼が訪問した波照間島最南端で（彼自ら）三線を弾いている写真を見せてもらったのがきっかけで、松鳥は波照間島へ。
パパさん
文ちゃん、松鳥たちと酒宴をしたメンバー男性。「パパさん」はあだ名、ライダー客。会社の休みを利用して渡航。
ナツキさん
パパさんと同じライダー客な男性。九州から北上、1か月滞在中。文ちゃんたちの酒宴に参加。文ちゃんと一緒に数か月、農業アルバイトをしている。
レナさん
一緒に酒宴に参加した、自転車客。職業は航空会社のキャビンアテンダント。礼文島から北海道を南下中。
富良野のスクーター男
上富良野駅へ向かう松鳥に、スクーターで送ってくれた（人生初のスクーターヒッチハイク）。
ちさ
文ちゃんの彼女で、ライター。東京で文ちゃんと再会したときに紹介されて出会う。松鳥は彼女と中国へ旅行し、松鳥が看護師からイラストレーターに転職するときも、ライター仲間を紹介してくれた。

### 篠島編
金が松鳥の勧めで初めてのプライベート一人旅をしたときに出会った人々。
篠島港の人々
金は松鳥の指南で、観光案内所でマップを入手。近くのトラックの人にダメもとで挨拶をした。
千浪（ちなみ）
金が宿泊したゲストハウス「大〇」の女将。宿は地区約150年の古民家で、休業した旅館をリノベーションして再開（彼女は別のゲストハウスを訪問した影響を受けてそうした）。金と酒宴をしたときに「実は美容師になりたいと昔から思っている、今は宿とクリーニング店、シラス漁の手伝いだけどね」と話した。
居酒屋のおやじ
金が入店した店の店主。松鳥が「カウンターの方がコミュニケーションをとりやすい」といったが、テーブルしかなく、おやじが地元団体と話し始めたので、お勘定の時までお話しできなかった（その後、おやじとはお話をしている）。
宿近くのビーチにいたおっさんたち
金がこのビーチで遊んでいたら、おっさん4人組に声を掛けられた。「やっとコミュニケーションがとれる」と喜ぶ金は、冗談をだべりあっていた。
釣り人
ランチを食べに「仁」へ向かう途中に出会う、キスをつっていた。その後、金はおばあちゃんなどに道を聞いた。

### 弓削島編
金が松鳥、薮田を誘い、半分一人旅へ行くことにして、松鳥が瀬戸内「ゆめしま海道」の弓削島がいいというので、そちらに現地集合した。
「まるふ」夫婦
三人が宿泊した宿の女将、光加（みつか）さん。因島にいた松鳥を車で宿へ送ってくれた。宿に到着すると、農業を営む亭主・優哉（ゆうや）さんが待っていた彼は未入浴の金、薮田を島内ホテルの温泉に送迎）。自給自足に近い生活が楽しいという。
弓削島のおばあちゃん二人
金が山へ行こうとしたら、「夕方以降はイノシシが出るのでお薦めしない」と言われ、断念。
せとうち交流館→「まるふ」
薮田は交流館スタッフ、館前の自転車おじいちゃん、完兵衛窯の店主、友人、お姉さん、犬連れのおじいちゃん、弓削商船高専学生二人組、田窪牛乳店近くの猫連れおばあちゃんと出会う。
因島銭湯の人々
松鳥が立ち寄った因島で銭湯に訪問。入り口付近のおばあちゃんたち、番頭おばあちゃん、別のおばあちゃんと話す。
魚屋の奥さん
光加さんが松鳥を送る途中、買い出しで立ち寄った店。夫は漁師で、奥さんが地魚のことを教えてくれた。
生名島のおっちゃん
金は真鯛釣り中のおっちゃんに出会う。
佐島のお兄ちゃん
金は佐島で、薮田に勧められたカフェの道を彼に聞くと「一緒に行こう」という話になり、店へ向かうが臨時休業日であった。
「しまでカフェ」のスタッフ
金は佐島では食事できず、代わりに松鳥に紹介された弓削島の店へ。母娘で営んでいる。
潮湯
薮田は光加さんの送迎で来店した温浴施設、水着着用。実は松鳥も来店したことがある（近くの宿のおばちゃんが松鳥に水着を貸してくれた）。常連の老人たちや小さな子供と会話した。
「ラーメン党」という名のお好み焼き店
潮湯のスタッフに聞いて、薮田が来店。店主（娘が薮田と同い年）、常連客と会話。
高井神島の人々
松鳥が訪問した島。島のおっちゃん、佐島の友人と会話。
因島港の人
港に着くのが遅れた二人のために、早く松山空港へたどり着けるようにした。因島タクシー運転手はポルノグラフィティの恩師。

## 書誌情報
- 松鳥むう『初めてのひとり旅』枻出版社 ISBN 978-4-7779-5561-9